# Metrópoli Niza Costa Azul
La Metrópoli Niza Costa Azul (en francés métropole Nice Côte d'Azur) es una Métropole francesa creada el 31 de diciembre de 2011 como resultado de la fusión de la comunidad urbana Niza Costa Azul (communauté urbaine Nice Côte d'Azur - NCA) con tres comunidades de comunas. Está centrada en la ciudad de Niza, en el departamento francés de Alpes-Marítimos, de la región de Provenza-Alpes-Costa Azul.
Tiene una superficie de 1 400 km², con 537 000 habitantes censados en el año 2012.

## Composición
Reagrupa 49 comunas:
| - Aspremont - Bairols - Beaulieu-sur-Mer - Belvédère - Bonson - Cagnes-sur-Mer - Cap-d'Ail - Carros - Castagniers - Clans - Colomars - Duranus - Èze | - Falicon - Gattières - Gilette - Ilonse - Isola - La Bollène-Vésubie - La Gaude - La Roquette-sur-Var - La Tour - La Trinité - Lantosque - Le Broc | - Levens - Marie - Niza - Rimplas - Roquebillière - Roubion - Roure - Saint-André-de-la-Roche - Saint-Blaise - Saint-Dalmas-le-Selvage - Saint-Étienne-de-Tinée - Saint-Jean-Cap-Ferrat | - Saint-Jeannet - Saint-Laurent-du-Var - Saint-Martin-du-Var - Saint-Martin-Vésubie - Saint-Sauveur-sur-Tinée - Tournefort - Tourrette-Levens - Utelle - Valdeblore - Venanson - Vence - Villefranche-sur-Mer |